# Anne-Marie Lizin
Anne-Marie Lizin (légalement Vanderspeeten, elle utilise le nom de son mari Michel Lizin dans la vie publique), née le 5 janvier 1949 à Huy et morte le 17 octobre 2015 à dans la même ville, est une femme politique belge. Elle est notamment présidente du sénat de Belgique entre 2004 et 2007.
Elle est aussi l'autrice de propositions de lois concernant l’énergie nucléaire, les milices privées, la sécurité des personnes et le droit des étrangers[réf. nécessaire].

## Carrière politique
- Conseillère communale de Ben-Ahin et Échevine de 1970 à 1976[2].
- Députée européenne de 1979 à 1988
- Secrétaire d'État aux affaires européennes du gouvernement belge de 1988 à 1992
- Représentante du gouvernement belge au Conseil des ministres de la Communauté économique européenne
- Députée fédérale de 1991 à 1995
- Membre de l’assemblée parlementaire de l’Organisation pour la sécurité et la coopération en Europe. Désignée présidente du groupe socialiste en mars 2006 et présidente de la troisième commission à la session parlementaire de l'OSCE de juillet 2006
- Sénatrice de 1995 au 6 mai 2010
- Présidente du Sénat de juillet 2004 à juillet 2007. À noter qu'elle est la première femme à devenir Présidente du Sénat.
- Bourgmestre de la Ville de Huy de 1983 au 23 mars 2009[3]
- Questeur du Sénat, du 12 juillet 2007 au 29 janvier 2009
- Auteure de la loi pénalisant la violence entre conjoints.
- Membre de la commission d'enquête sur le génocide du Rwanda.
- Membre de la commission d'enquête sur le trafic d'êtres humains (chambre 1995).

Lors des élections législatives fédérales belges de 2007, Anne-Marie Lizin est la tête de liste du PS au Sénat et obtient 148 927 voix, deuxième score du collège électoral francophone derrière le libéral Louis Michel mais très nettement en dessous des 442 537 voix obtenues par Elio Di Rupo, Président du parti socialiste et tête de liste du PS au Sénat lors des élections législatives fédérales belges de 2003. 
À la suite de la défaite des socialistes, elle doit quitter, le 12 juillet 2007, la présidence du Sénat au profit du libéral Armand De Decker.
Sous la pression d'une enquête du parlement wallon, elle quitte, le 16 février 2009, ses fonctions de bourgmestre, mais annonce son « retour » pour les élections de 2012.

## Féministe
Fondatrice d'une asbl intitulée Terre des Femmes, Anne-Marie Lizin  promeut un projet d’extension de l’asile politique aux victimes de persécutions pour des raisons de sexe.
Anne-Marie Lizin occupe la présidence du Conseil des Femmes Francophones de 1996 à 2002 et assure la présidence de la Commission wallonne du CFFB depuis lors.
Elle est cofondatrice de l'association Atlanta+ qui milite, notamment, pour le respect de la charte olympique à l'égard des athlètes féminines (pas de voile, par exemple).

## Au niveau international
Chef de la délégation belge à l'OSCE sous la législature 2003-2007, elle fut également présidente du Comité des Droits de l'Homme de l'assemblée parlementaire de l'OSCE. À ce titre, elle est chargée, de décembre 2005 à juillet 2008, par le président de l'Assemblée Plénière de l'OSCE d'enquêter sur le centre de détention américain de Guantanamo, centre qu'elle visitera en mars 2006, juin 2007 et mars 2008.
Interviewée par la RTBF (journal télévisé, 9 décembre 2005) sur sa mission à Guantanamo, elle parla de « Belges entre guillemets » à propos de deux ressortissants belges qui y étaient détenus, ce qui provoqua de nombreuses réactions dans la communauté "allochtone". Ces propos seront critiqués par le MRAX (Mouvement contre le racisme, l'antisémitisme et la xénophobie) et par Amnesty International qui déplore ses déclarations sur les conditions de détention, les interrogatoires et la « clarté » des réponses apportées par les gardes.
Différents autres articles de presse observent ses rapports et font état des avancées obtenues sur le plan juridique. Anne-Marie Lizin a publié un livre sur Guantanamo en mars 2008 (Mission guantanamo: les négociations secrètes pour vider la prison, édition Perrin).
Fin 2007, elle fait partie d'une mission d'observation de l'OSCE pour les élections russes, et estime que les élections se sont déroulées sans problème et rencontre Mouammar Kadhafi à Paris.
Depuis juillet 2007, Anne-Marie Lizin est vice-Présidente de l'OSCE AP.
Elle enseigne le fonctionnement des organisations internationales à l’Institut d'études politiques de Paris de 2003 à 2015.
En 2009, elle prend position au Sénat en faveur de la démarche du Tribunal Russell sur la Palestine.

## Critiques, controverses et condamnations
Anne-Marie Lizin était une personnalité puissante du PS, dont elle a été exclue au début de l'année 2009, et subit régulièrement des critiques relatives aux actes qu'elle posa lorsqu'elle était au pouvoir à Huy.
Ces critiques se cristallisent à Huy, ville qu'elle dirigea pendant vingt-six ans, elle dut composer une alliance avec le MR en 2006. L'opposition politique de Huy accusait Anne-Marie Lizin de porter atteinte aux libertés publiques pour avoir interdit l'accès de la salle du conseil communal à la presse radio et télévisée lors d'une réunion du conseil communal,, sans résultat judiciaire. Certains journalistes affirment que cette discrétion dans la tenue des conseils communaux aurait permis de l'obstruction et un musèlement, voire des insultes, de l'opposition.
L'affaire dite du parc des Récollets, en 2005 n'est sans doute pas étrangère à la perte de la majorité absolue du PS en 2006 : alors que l'aménagement du parc avait fait l'objet d'une consultation populaire locale, Anne-Marie Lizin annonça que l'option soutenue par 95 % des votants, l'espace vert, ne serait pas suivie en raison du faible taux de participation (27 %) car elle estimait que les 73 % de citoyens n’ayant pas voté soutenaient implicitement le projet immobilier qui avait sa faveur. Seule la décision des autorités régionales avait finalement arrêté le projet.
La même année, un courrier envoyé à une magistrate pour soutenir une habitante de Huy au sujet d'un dossier de garde d'enfant, signée avec la mention Bourgmestre - Présidente du Sénat, contrevient à la séparation des pouvoirs. Elle s’en excusera devant le Sénat. Déjà précédemment, Madame Lizin s'était adressée par courrier à une juge d'instruction bruxelloise qui instruisait un dossier de coups et blessures et de harcèlement.
A aussi été relevée en 2007 une intervention dans un dossier d'action sociale où Mme Lizin avait transmis à l'adresse privée d'un magistrat hutois le recours d'une dame exclue du CPAS de Huy, recours qui fut alors transmis par le magistrat au Tribunal du Travail, seul compétent en cette matière. D'après le secrétariat de la bourgmestre, il s'agissait d'une erreur d'encodage; le listing ayant sorti l'adresse privée et non professionnelle,,
Les critiques se sont multipliées à un tel point, ainsi que les incidents et les accusations, que d'aucuns parlent[Qui ?] de système Lizin.
Au début 2008, une affaire retient l'attention des médias : la participation d'employés communaux à la campagne électorale fédérale 2007 de Madame Lizin pendant leurs heures de service. Les faits n'avaient pas été apportés à la connaissance du secrétaire communal. Dans un rapport, il conclut ensuite que 5 employés ont oublié de prendre congé, mais ce qui retient l'attention de la presse est le fait que les accusations viennent d'une échevine socialiste, Micheline Toussaint, et que les critiques les plus virulentes proviennent de membres du PS, tandis qu'Anne-Marie Lizin contre-attaque et porte plainte contre le journaliste de la RTBF, suivie en cela par deux employées de la ville de Huy. La responsabilité de Mme Lizin dans l'affaire dite des Tracts électoraux sera finalement politiquement démentie par le Ministre wallon des Affaires Intérieures Philippe Courard (PS) qui s'est prononcé en mars 2008 au parlement wallon, à la suite de l'interpellation de députés libéraux, centristes et écologistes. Ce dernier a toutefois transmis le dossier à la justice qui l'a mis à l'instruction dans la mesure où il y a présomptions de faux et d'usage de faux. Le ministre Courard a encore déploré la gestion du personnel dans la cité hutoise et fustigé des pratiques d'un autre âge empreintes d'un grand amateurisme.
Finalement, c'est à la suite de détournements et d'abus de biens sociaux au Centre Hospitalier Régional de Huy (CHRH) que le PS demande à son Comité d’audit d’entendre la sénatrice et bourgmestre de Huy, Anne-Marie Lizin. Le 27 janvier 2009, Anne-Marie Lizin est suspendue de sa qualité de membre du Parti Socialiste par le comité central du parti et le Parlement Wallon diligente une enquête disciplinaire sur les actes de Madame Lizin qui risquent de lui valoir une révocation de sa fonction mayorale. Elle annonce alors, le 16 février, son intention de démissionner de sa fonction mayorale, ce qui met fin à l'enquête disciplinaire, mais annonce son « retour » pour les élections de 2012.
Le 23 mars 2009, Micheline Toussaint-Richardeau (PS), avec laquelle elle était en conflit ouvert depuis plus d'un an, succède officiellement à Anne-Marie Lizin et devient bourgmestre de Huy. Anne-Marie Lizin reste toutefois conseillère communale, et anime encore la vie politique locale par l'une ou l'autre polémique ou incident.
Le 18 août 2009, Anne-Marie Lizin a embouti et poussé la voiture de sa rivale politique et nouvelle bourgmestre de Huy, Micheline Toussaint, qui était pourtant stationnée à l'emplacement réservé au bourgmestre.
Le 3 décembre 2008, elle est victime d'une attaque cardiaque à Helsinki où elle avait participé aux travaux du Bureau de l'OSCE dont elle assume la vice-présidence de l'assemblée. Elle démissionne le 16 février 2009 à la suite des soupçons de malversations qui l'entourent, aux conseils de ses médecins et aux pressions exercées par son mari mais annonce qu'elle se représentera aux prochaines élections communales, en 2012. Le 20 avril 2012, Anne-Marie Lizin est renvoyée devant le tribunal correctionnel par la chambre du conseil de Huy pour faux et prise illégale d’intérêt pour avoir fait distribuer des tracts à l'effigie d'Anne-Marie Lizin par des employés communaux de la ville de Huy durant leurs heures de travail, en perspective de la campagne électorale des élections fédérales de 2007 ; elle était alors tête de liste au Sénat. Le 29 novembre 2013, Anne-Marie Lizin a été reconnue coupable de prise d'intérêt et condamnée à 1 an de prison avec sursis et 1000 € d'amende et à cinq ans d'inéligibilité. Le 5 mars 2015 la cour d'appel de Liège confirme cet arrêt et la condamne à une peine d'un an de prison avec sursis, de 1 100 euros d'amende et de cinq années d'inéligibilité. Elle se pourvoit en cassation, mais la cour de cassation confirme la condamnation.

## Distinctions
- Commandeur de l'ordre du Mérite du Bénin (2002)[39].

- Chevalier de l'ordre national de la Légion d'honneur (2005)[40].

- Kosovo Médaille d'indépendance du Kosovo à titre posthume (2024)[41].

## Orientation philosophique
Anne-Marie Lizin fait partie de la franc-maçonnerie belge.

## Décès
Le 7 octobre 2015, Anne-Marie Lizin est transportée à l'hôpital à Paris. Le 12 octobre, elle est transférée à Huy, où elle décède quelques jours plus tard, le 17 octobre. Elle est inhumée au cimetière de Ben-Ahin.

## Publications
- 1982 « La sécurité nucléaire » (Institut Émile Vandervelde)
- 1982 « Dix femmes qui ont marqué leur époque » (Éd. Labor)
- 1983 « Femmes d’Europe et du Tiers Monde, quelle solidarité » (Éd. Nathan Labor)
- 1987 « La gauche face aux illusions néo-libérales » (Éd. Labor)
- 1987 « Émilienne Brunfaut » (archives de Wallonie)
- 1990 « Demain la sociale démocratie », Préface de Willy Brandt (Éd. Labor)
- 1997 « Femmes, paix et développement en Méditerranée » (Éd. Luc Pire), en langue française et traduit en langue arabe
- 2001 « Objectif égalité – entretien » (Éd. Luc Pire)
- 2004 « Au-delà du voile » (Éd. Luc Pire)
- 2006 « Gazprom » (Éd. Luc Pire)
- 2007 « Kosovo, l'inévitable indépendance » (Éd. Luc Pire)
- 2008 « Mission Guantanamo: les négociations secrètes pour vider la prison » (Éd. Perrin)

En 2008, paraît un livre de photos à titre d'auteur, signé Thierry Delgaudinne, qui illustre Anne-Marie Lizin et de nombreuses rencontres nationales et internationales qu'Anne-Marie Lizin a eu l'occasion de faire durant sa Présidence du Sénat. Ce livre, intitulé Trépidante Présidence se vend au profit d'une action humanitaire en Afrique.